# Патлай, Лия Олеговна
Лия Олеговна Патлай (род. 8 сентября 2005 года) — российский боксёр. Серебряный призёр чемпионата России 2024 года, бронзовый призёр чемпионата России (2023 год). Мастер спорта Российской Федерации (2023).

## Карьера
Лия родилась 8 сентября 2005 года в городе Иванове Ивановской области. Боксом занимается с 11 лет. Воспитанница отделения бокса МБУ СШОР № 7 города Иванова, спортсменка основного состава Центра спортивной подготовки Ивановской области.
В 2023 году в Уфе на чемпионате России по боксу стала бронзовым призёром в категории до 48 кг.
На чемпионате России по боксу 2024 года в Серпухове вышла в финал, где уступили Юлии Чумгалаковой. 
Приказом министра спорта РФ № 11-нг от 31 января 2023 года Лие присвоено спортивное звание Мастер спорта России.
Проходит обучение на факультете физической культуры и спорта Шуйского филиала Ивановского государственного университета.

## Достижения
- Серебряный призёр чемпионата России 2024 года.
- Бронзовый призёр чемпионата России 2023 года.